# 茶船古道
茶船古道，是六堡茶从六堡乡的合口街码头，经东安江，走贺江，入西江，直达广州十三行，再远销国内各省区和香港、澳门、东南亚、印度洋各国以及欧美等国家和地区，对接“海上丝绸之路”的船运茶叶通道。通过“茶船古道”，六堡茶走出深山，越洋过海，成为海上丝绸之路的重要商品之一，并使梧州与外界建立了广泛的贸易关系。2017年5月18日习近平总书记在致首届中国国际茶业博览会的贺信中还首次将“茶船古道、茶马古道”与“一带一路”并提。